# 扁刺锦鸡儿
扁刺锦鸡儿（学名：Caragana boisi），为豆科锦鸡儿属下的一个植物种。